# NGC 3190
NGC 3190(NGC 3189)는 사자자리 방향으로 지구에서 약 8,000만 광년 거리에 있는 나선 은하로, 1784년에 윌리엄 허셜이 발견했다. 이 은하는 밀집은하군인 힉슨 밀집은하군 제44번 (Hickson 44) (또는 특이은하 목록 136번째 천체 (Arp 136))의 일부로, 이 은하군은 총 4중 은하로, 4개 다 약 8,000만 광년 정도 떨어져 있으며, 구성원은 NGC 3190와 먼지가 거의 없는 나선 은하 NGC 3193, 희미하지만 뚜렷하게 두드러지는 나선 은하 NGC 3187, 그리고 막대나선은하 NGC 3185로 이루어져 있다.

## 초신성

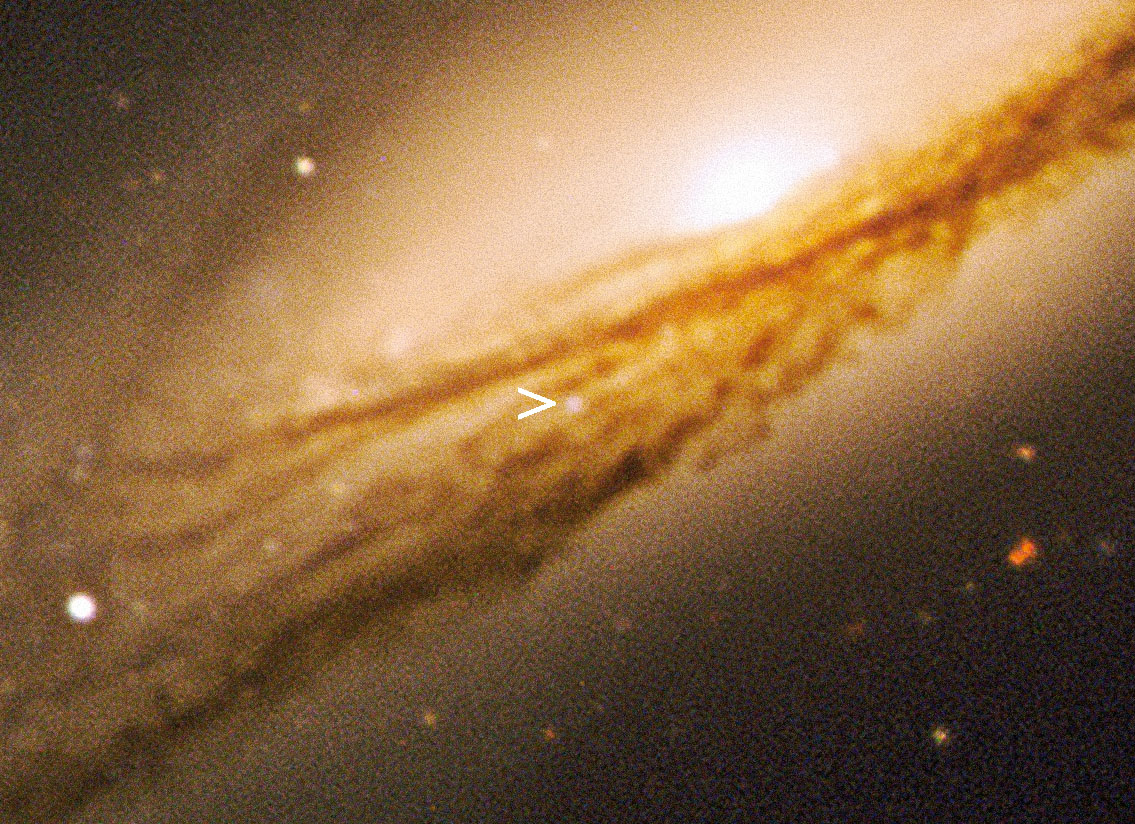
2003년, 남미 VLT 망원경으로 찍은 NGC 3190 은하의 사진 (확대해서 초신성 SN 2002bo을 보이게 만들었다.)

2002년, NGC 3190 은하에서 두개의 초신성이 별개로 발견되었다. 3월에 브라질의 아마추어 천문가 파울로 세셀라가 초신성 SN 2002bo을 이 은하의 남동쪽 위치에서 발견했고, 2달뒤에는 이탈리아 팀이 또다른 초신성 SN 2002cv을 이 은하의 반대편 위치에서 발견했다.

## 갤러리

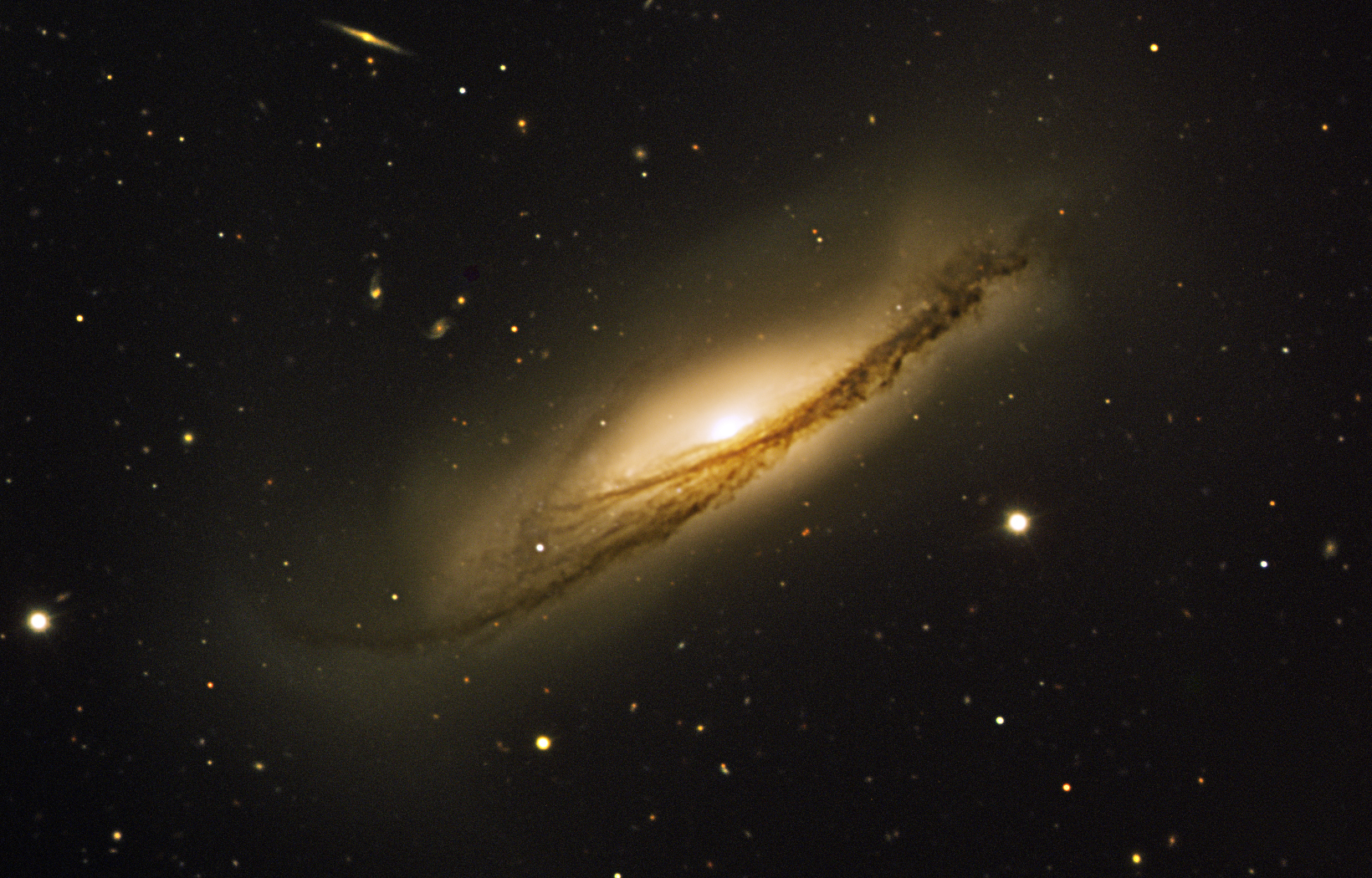
2003년, 남미 VLT 망원경으로 촬영한 NGC 3190 은하.
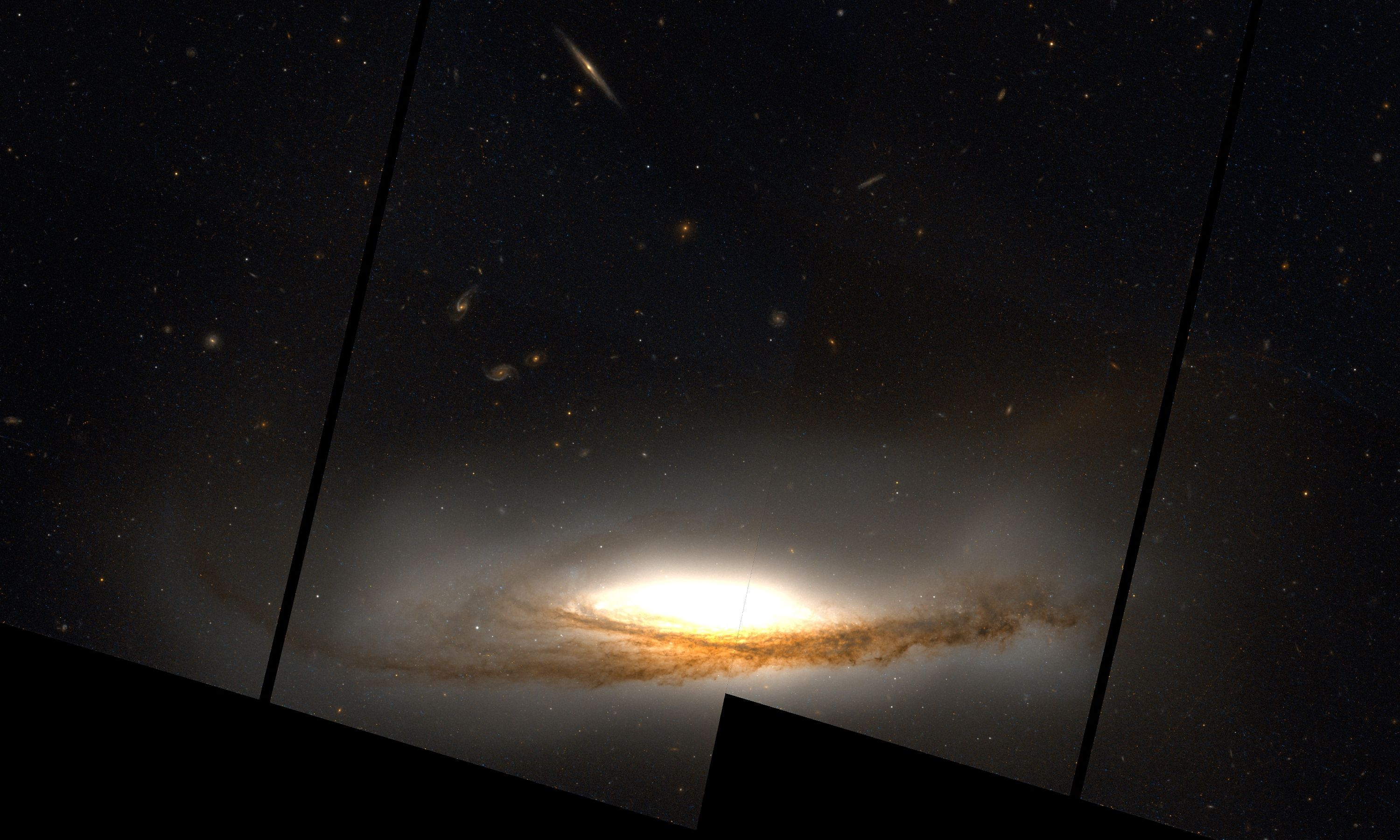
2008년, 허블 우주망원경이 찍은 나선 은하 NGC 3190.
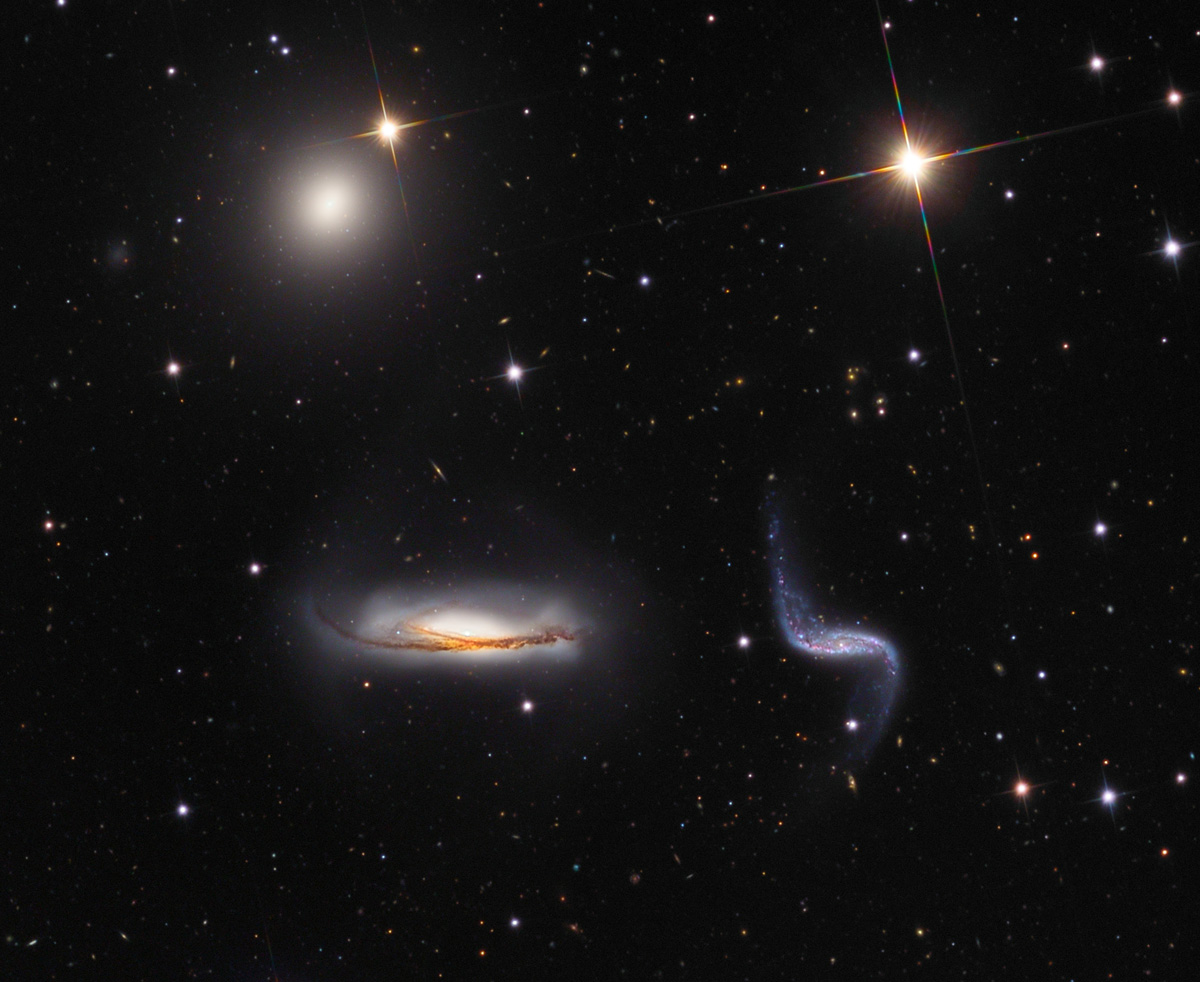
힉슨 밀집은하군 제44번 (Hickson 44)의 일부. 왼쪽 위부터 시계 반대 방향: NGC 3193, NGC 3190, NGC 3187.
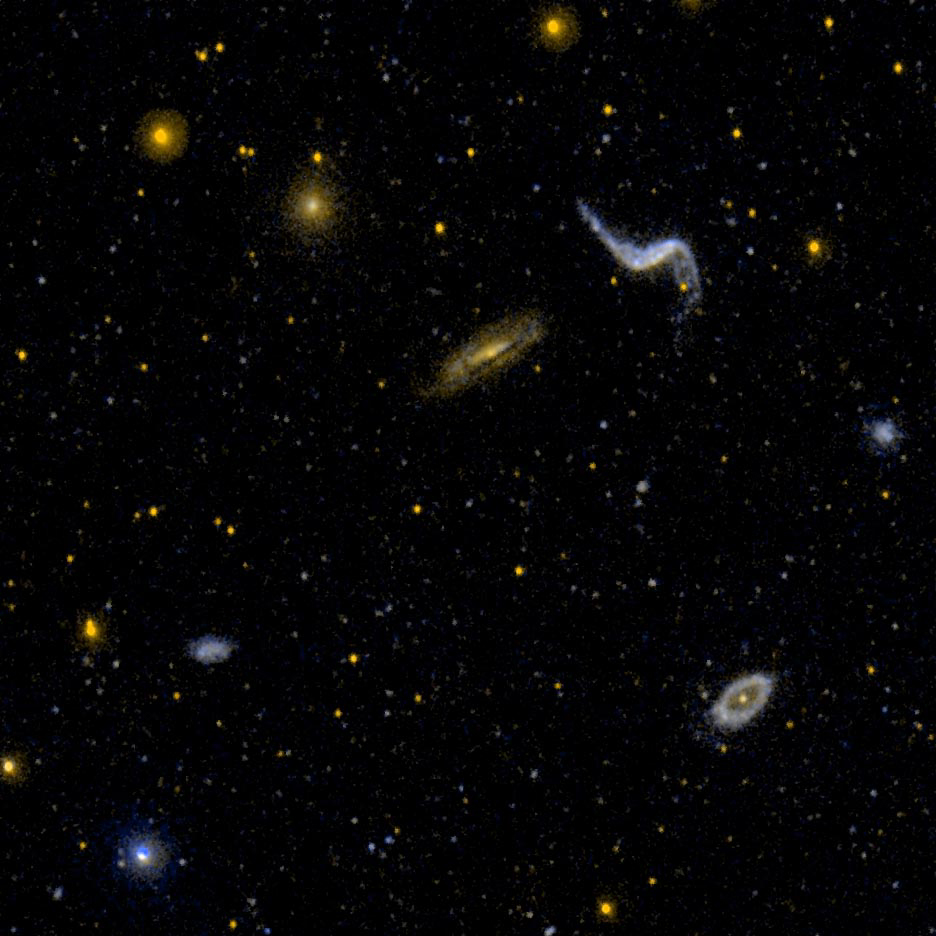
2005년, 갤랙스 (GALEX, 은하진화탐사선)의 자외선 카메라로 찍은 힉슨 밀집은하군 제44번의 사진. 옆 사진에서 언급한 세 은하와 사진 우측 아랫부분에 막대 나선 은하 NGC 3185가 보인다.